# 카타리나 루이데
카타리나 루이데(에스토니아어: Kata-Riina Luide, 1973년 4월 3일 ~ )는 에스토니아의 배우이다.